# Лоховиці (Любуське воєводство)
Лоховиці (пол. Łochowice, нім. Lochwitz) — село в Польщі, у гміні Кросно-Оджанське Кросненського повіту Любуського воєводства.
Населення — 290 осіб (2011).
У 1975-1998 роках село належало до Зеленогурського воєводства.

## Демографія
Демографічна структура станом на 31 березня 2011 року:
|          | Загалом | Допрацездатний вік | Працездатний вік | Постпрацездатний вік |
| -------- | ------- | ------------------ | ---------------- | -------------------- |
| Чоловіки | 143     | 28                 | 104              | 11                   |
| Жінки    | 147     | 21                 | 105              | 21                   |
| Разом    | 290     | 49                 | 209              | 32                   |